# Kleinst-Großohrblattnase
Die Kleinst-Großohrblattnase (Neonycteris pusilla) ist eine im Norden Südamerikas verbreitete Fledermaus in der Unterfamilie der Lanzennasen. Sie zählte anfänglich zur Gattung Micronycteris und wurde im Jahr 2000 als einzige Art in die Gattung Neonycteris überführt.

## Merkmale
Mit einer durchschnittlichen Unterarmlänge von 34,3 mm und einer Schädellänge von etwa 18 mm ist die Art eine sehr kleine Fledermaus. Sie hat abgerundete Ohren, die nicht mit einem Hautstreifen verbunden sind. Typisch sind zwei warzenartige Auswüchse an der Unterlippe. Weitere Kennzeichen sind ein Fersensporn (Calcar), der kürzer als der Fuß ist und recht kurze Eckzähne. Die Zahnformel lautet I 2/2, C 1/1, P 2/3, M 3/3, womit sich 34 Zähne im Gebiss befinden. Das Fell der Oberseite hat eine dunkelbraune Färbung und die Unterseite ist etwas heller braun.

## Verbreitung und Lebensweise
Diese Fledermaus ist aus einem kleinen Gebiet im Grenzbereich zwischen Kolumbien und Brasilien verbreitet. Die Region ist bewaldet. Wie bei anderen Lanzennasen werden Insekten als Nahrung angenommen.

## Gefährdung
Falls die Art auf das bisher bekannte Gebiet begrenzt ist, wird sie durch Waldrodungen bedroht. Die IUCN listet die Kleinst-Großohrblattnase mit unzureichende Datenlage (data deficient).